# Philip Leenders
Philip Leenders (* 1981 in Emmerich) ist ein deutscher Schauspieler.

## Leben
Philip Leenders, der Sohn des Arztes, Schriftstellers und Kommunalpolitikers Artur Leenders (1954–2020) und der Autorin Hiltrud Leenders (1955–2018), wuchs in Kleve am Niederrhein auf. Er besuchte das Johanna-Sebus-Gymnasium in Kleve, das er jedoch wegen mangelhafter schulischer Leistungen verlassen musste, und schloss seine Schullaufbahn mit dem Hauptschulabschluss ab. Anschließend machte er zunächst eine Ausbildung zum Buchhändler bei der „Buchhandlung Hintzen“ in Kleve.
Er entschied sich dann jedoch für die Schauspielerei und absolvierte ab 2002 bis 2006 seine Schauspielausbildung der Schauspielschule Salzburg. Es folgten verschiedene Theaterengagements an österreichischen Bühnen, u. a. am Schauspielhaus Salzburg, bei den „Sommerfestspielen Hall“, am Werk X und am Kosmos Theater Wien.
Während seiner Zeit in Österreich spielte er von 2006 bis 2011 die Hauptrolle des James Horrowitz, den Sohn des geschiedenen Ehepaars Sarah und Gustl Horrowitz (Elfi Eschke, Andreas Steppan), in der ORF-Serie Oben ohne.
2012 kehrte er nach Deutschland zurück, wo er wieder am Theater arbeitete. 2014 gastierte er am Jungen Theater Göttingen in der Produktion Shakespeares sämtliche Werke (leicht gekürzt). Anschließend war er am Schlosstheater Celle engagiert, wo er in der Spielzeit 2014/15 an der Seite von Bastian Beyer (als Paul Bäumer), Lukas von der Lühe (als Albert Knoop) und Rasmus Max Wirth (als Tjaden) die Rolle des Stanislaus Katczinsky in einer Bühnenfassung von Im Westen nichts Neues übernahm. Außerdem spielte er dort den Claudio in Viel Lärm um nichts und den Verteidiger in Ferdinand von Schirachs erfolgreichem Theaterstück Terror. In der Spielzeit 2016/17 wirkte er am Schlosstheater Celle in der Uraufführung des Theaterstücks Die Zeitung von Andreas Döring mit.
2016 spielte er an der Niedersächsischen Landesbühne Wilhelmshaven neben Timon Ballenberger in der Produktion Füße im Himmel von Michael Alexander Müller. In der Spielzeit 2017/18 war er am Theater Heidelberg als Hahn im Kindertheaterstück Die Bremer Stadtmusikanten zu sehen. In der Spielzeit 2018/19 gastierte er am Zimmertheater Heidelberg als Pater Flynn in dem Stück Zweifel von John Patrick Shanley. Ende 2019 war er mit der Komödie „Bis zum Horizont, dann links!“ in einer Produktion der Komödie im Bayerischen Hof u. a. neben Horst Janson, Marianne Rogée, Astrid Polak und Harald Dietl auf Deutschland-Tournee.
Leenders ist außerdem als Musiker in der Band „Leenders–The Band“ aktiv. Er lebt gemeinsam mit seiner Lebensgefährtin, die ebenfalls Schauspielerin ist, seit einigen Jahren in Memmingen.

## Filmografie (Auswahl)
- 2007–2012: Oben ohne (Fernsehserie, Serienrolle)
- 2010: Eine Couch für alle (Fernsehserie, Serienrolle)